# Кікнадзе Нана Нугзарівна
Нана Нугзарівна Кікнадзе — грузинська та російська актриса, модель, телеведуча,
журналіст, режисер, сценарист та продюсер.

## Біографія
Народилася 4 жовтня 1968 року в місті Тбілісі, Грузинська РСР.
Батько — професор Тбіліської державної консерваторії, перша флейта Грузії.
Мати — лікар, біолог.
Навчалася у Тбіліській середній школі, в музичній експериментальній десятирічці при консерваторії (клас вокалу). Танцювала в ансамблі Грузинського народного танцю.
Закінчивши школу зі срібною медаллю, вступила на факультет міжнародних відносин та факультет журналістики Тбіліського державного університету.
Грала в російському молодіжному драматичному театрі. Брала участь у показах мод. Знімалася в кіно. Була ведучою музичних програм на грузинському телебаченні. Публікувалася у ЗМІ.
Після закінчення університету продовжила навчання у США — в Телевізійній Академії в Нью-Йорку, штат Нью-Йорк.
Потім працювала кореспондентом:
- на телеканалі в Нью-Джерсі (штат Нью-Джерсі);
- у передачі Олександра Гордона «Нью-Йорк, Нью-Йорк…» (Російська Федерація);
- у програмі «Окремий випадок» на каналі ТВ-6.

Була ведучою і співавтором програми «Зібрання помилок» (ОРТ).
В даний час живе і працює в Москві та в Грузії
Має титули «Міс Тбілісі», «Міс Університет».

### Особисте життя
Перший чоловік Шадурі Георгій Варламович, фінансист, що живе і працює в Тбілісі, Грузія.
З другим чоловіком телеведучим Олександром Гаррійовичем Гордоном перебувала в цивільному шлюбі сім років.
Донька від першого шлюбу Ніка живе з Наною.

## Професійна діяльність

### Робота в ЗМІ
- 1993—1993 рр. — газета «Вечірній Тбілісі» — кореспондент
- 1993—1994 рр. — газета «GT» (Тбілісі) — заступник головного редактора російськомовного відділу
- 1994—1995 рр. — прес-служба грузинської винної біржі
- 1995—1996 рр. — телекомпанія «Тамаріоні» (Тбілісі) — ведуча музичної програми
- 1996—1997 рр. — ТВ-6, «Нью-Йорк, Нью-Йорк» — кореспондент
- 1998—1999 рр. — ТВ-6, «Окремий випадок» — кореспондент
- 1999—2001 рр. — ОРТ, «Зібрання помилок» — ведуча програми, сценарист
- 2001—2001 рр. -  НТВ, «Ранок на НТВ» — ведуча програми
- 2011 р. — ПІК (Перший Інформаційний Кавказький) — ведуча інформаційної програми «Вечірні новини»
- 2011 р. — ПІК (Перший Інформаційний Кавказький) — автор та ведуча ток-шоу «Тектонік»

### Робота в кіно
- 2010 р. — «Replay», головна роль (Росія) — Тамара
- 2010 р. — «Зовсім інше життя», телесеріал, головна роль (Україна) — Рита Чащіна
- 2009 р. — «Прощення», х/ф, головна роль (Україна) — Поліна
- 2008 р. — «Хімія почуттів», х/ф, головна роль (Україна) — Наташа
- 2008 р. — «Ставка на життя», телесеріал, головна роль (Росія) — Інга Озерова
- 2008 р. — «Королі Гри», телесеріал, головна роль (Росія) — Вікторія
- 2008 р. — «Морозів», телесеріал, головна роль (Росія) — Маргарита Борева
- 2007 р. — «Русалка», х/ф, епізодична роль (Росія)
- 2007 р. — «Примадонна-2, Подруга банкіра», телесеріал, головна роль (Росія) — Жанна Арбатова
- 2005 р. — «Примадонна», телесеріал, головна роль (Росія) — Жанна Мишкіна-Арбатова
- 2004 р. — «Марс», х/ф, головна роль (Росія) — Грета
- 1999—2001 рр. — телепроєкт (25 серій) «Зібрання помилок» (Росія) головна роль Агент
- 1994 р. — «Прозріння», х/ф, головна роль (Грузія-Франція) — Мака
- 1994 р. — «Блюз», х/ф, головна роль (Грузія) — Нанна
- 1994 р. — «Елегія», х/ф, головна роль (Грузія) — Ані
- 1993 р. — «Леонардо», х/ф, епізодична роль (Грузія)
- 1993 р. — «Падший ангел», х/ф, головна роль (Грузія) — Анжела
- 1993 р. — «Розслідування», х/ф, епізодична роль (Франція)
- 1993 р. — «Повернення», х/ф, головна роль (Грузія) — Цабу
- 1992 р. — «Дія п'ята», х/ф, головна роль (Грузія) — Джульєтта